# Hieronymus de Sosa

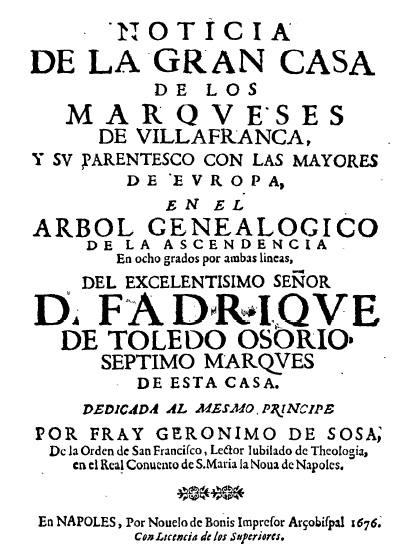

Hieronymus de Sosa, auch bekannt als Jerónimo de Sosa, (* 17. Jahrhundert; † 1711) war ein spanischer Hochschullehrer für Theologie und Genealoge. Er lehrte in Neapel. Er verfasste unter anderem 1676 die Noticia de la Gran Casa de los marqueses de Villafranca.
| Personendaten    | Personendaten                                          |
| ---------------- | ------------------------------------------------------ |
| NAME             | Sosa, Hieronymus de                                    |
| ALTERNATIVNAMEN  | Sosa, Jerónimo de                                      |
| KURZBESCHREIBUNG | spanischer Hochschullehrer für Theologie und Genealoge |
| GEBURTSDATUM     | 17. Jahrhundert                                        |
| STERBEDATUM      | 1711                                                   |